# ハーレム天国だと思ったらヤンデレ地獄だった。
『ハーレム天国だと思ったらヤンデレ地獄だった。』（ハーレムてんごくだとおもったらヤンデレじごくだった。）は、日本一ソフトウェアより2014年4月24日に発売されたPlayStation 3用アドベンチャーゲーム。略称は「はんもっく」。

## 解説
これまで『流行り神 警視庁怪異事件ファイル』・『特殊報道部』といった硬派なアドベンチャーを手掛けてきた日本一ソフトウェアによる、初の美少女アドベンチャー。ゲームの内容はタイトルそのままで、前半は学園ラブコメ然とした展開だが、後半はサイコサスペンス調となる。物語に集中してもらうという理由から、システムは選んだ選択肢により物語が変化するというシンプルなものとなっている。

## 開発
本作品以前、日本一ソフトウェアの子会社であるシステムプリズマが、ヤンデレをテーマとしたゲーム『かの☆やん 彼女がやんじゃったらどうするの?』を開発していた。これを見たことでヤンデレに感触を持った日本一ソフトウェア会長の北角浩一が本作品の企画を立案した。タイトルを発案したのはディレクターの辰巳拓馬。辰巳がアドベンチャーゲームに興味があったことや、日本一ソフトウェアと縁があったことから、シナリオには小林且典が起用された。キャラクターデザインには、イメージカラーのついた人は避けたいという考えを念頭に入れつつ調べた結果、緋色雪が起用された。

## あらすじ
如月優也が副部長を務める郷土歴史研究会は、生徒会から文化祭で成果を出すように命じられた。部長・神無の提案により、ゆるキャラを出すという方向で決まったが、それが波瀾を呼び起こすとは、だれも予想していなかった。

## 登場人物
如月 優也（きさらぎ ゆうや）
主人公である、郷土歴史研究会副部長。性格は基本的に優柔不断。両親は幼い頃に亡くしており、現在一人暮らし。
有末 陽佳（ありすえ はるか）
声 - 後藤麻衣
優也の幼馴染。髪型はピンク色のサイドテール。優也を第一に考え行動するも、軽くあしらわれることが多い。一人称は「ボク」。勉強や家事は壊滅的だが、行動力が強く、スポーツが得意。ゆるキャラ『いざえもん』の中の人を務めることになった。父親に暴力を受けたことがトラウマで男性恐怖症になるが、優也のおかげで克服できた。
ヤンデレ時は優也に対する独占欲や嫉妬によって暴力的になり、優也に好意を持つ人だけでなく、優也にまでターゲットにしている。使用する道具はバット。
尊海 神無（とうとうみ かんな）
声 - 磯村知美
優也の幼馴染で、郷土歴史研究会会長。常に学年1位の成績を出すほど頭は良いが、やる気がなく人付き合いが苦手。小さな胸にコンプレックスを持つ。『いざえもん』のデザイン担当。両親に構ってもらえなかったことで孤独感を感じていたが、優也が来てくれたことで孤独感から解放されて仲良くなった。
ヤンデレ時は優也をストーキング、盗撮、盗聴で監視して自分のものにしようとしており、自室には優也の写真がたくさん貼られている。使用する道具は包丁。
宮主 佐優理（みやす さゆり）
声 - いのくちゆか
優也のもう1人の幼馴染である名家の令嬢。性格はおっとりしていて家庭的。勉強やスポーツは平均的だが、家事が得意で、『いざえもん』の着ぐるみを制作することになった。名家の生まれ故に人形のように育てられていたが、優也との出会いがきっかけで仲良くなった。
ヤンデレ時は優也が使ったものや髪、爪を収集しており、最終的には監禁まで考えている。使用する道具は鋏。
九条 静香（くじょう しずか）
声 - 前田愛美
生徒会長。いわゆる典型的なツンデレだが、公明正大な姿勢を貫いていることもあり、生徒たちから信頼されている。郷土歴史研究会が成果を出していないことに圧力をかけている。
夕月 香也子（ゆうづき かやこ）
声 - 鈴木みこ
幼少時の優也の憧れの対象だった女性で、おおらかなようで、そそっかしいところがある。現在は役所で働いており、町おこしに奔走していた矢先、『いざえもん』の存在を知る。

## 主題歌
『アイシテ♥イタイ』
作詞：月宮うさぎ
作曲・編曲：小池雅也
歌：ULTRA-PRISM